# Victimizer (nizozemská hudební skupina)
Victimizer (v angličtině osoba, která svým konáním činí z druhých oběti) byla nizozemská death metalová kapela založená v roce 1996 v Nijmegenu v provincii Gelderland. Na kontě má dvě studiová alba, jedno demo a jedno EP. Poslední nahrávka kapely s názvem Tales of Loss and New Found Serenity se datuje k roku 2010.

## Diskografie

### Dema
- De Vicderin (2002)

### Studiová alba
- Divided as One (2003)
- Tales of Loss and New Found Serenity (2010)

### EP
- The Spiral Down (2007)